# 鬼宿の庭
『鬼宿の庭』（きしゅくのにわ）は、佐野未央子による日本の漫画作品。
『コーラス』（集英社）にて2008年10月号より不定期に連載されていたが、同誌休刊のため、連載が中断している。尚、同誌では同作者による「君のいない楽園」も連載されていた。単行本は2013年11月現在既刊3巻。

## あらすじ
絵師見習いの青年・可風は、倒れた百合を助けた礼として、草木百花を司る精霊・たまゆら姫の屋敷へ招かれる。
人の世の理（ことわり）を説く美しき姫に、可風は恋心を抱くが、姫は人に触れられると寿命が縮まってしまう運命だった。

## 登場人物
たまゆら姫
水神の末娘。草木百花を司る精霊。屋敷は、二十八宿の鬼宿日のみに人界に現れるため「鬼宿の庭」と呼ばれる。普段は省エネ型と称して手のひらサイズで過ごしている。可風が描いた絵を実体化できる。
深津 可風（ふかつ かふう）
絵師の修業をしている心優しき青年。体が弱い。たまゆら姫の美しき姿にも、彼女が放つ様々な言葉にも魅了される。姫の寿命を縮めないために触らないように努めるが、姫自身が触ることを構わないためもどかしさを感じる。
杉婆（すぎばあ）
たまゆら姫の側に仕える老婆。鬼宿日に可風を迎えに来る役目。

## 書誌情報
- 佐野未央子 『鬼宿の庭』 集英社〈愛蔵版コミックス（A5判）〉 既刊3巻[1]（2011年4月現在）
  1. 2009年12月18日発売、ISBN 978-4-08-782262-5
  2. 2010年8月20日発売、ISBN 978-4-08-782297-7
  3. 2011年4月20日発売、ISBN 978-4-08-782373-8